# Sierras de Guasapampa
Las Sierras de Guasapampa son el segundo ramal principal, luego con las Sierras de Pocho, de las Sierras Occidentales del sistema montañoso Sierras de Córdoba en Provincia de Córdoba (Argentina).
Este ramal posee una longitud aproxima de 60 km, con dirección norte a sur, pudiendo ubicar su extremo norte en la localidad de Serrezuela (Argentina) y las cercanías Taninga en el extremo sur, donde se ubican los Volcanes de Pocho.

## Altitud
El cordón posee su menor altura en el extremo norte, con picos de altura máxima entre 400 y 600 m s. n. m. llegando a 1000 m s. n. m.  a la altura de la localidad de Guasapampa y llega a su mayor altura en el sur, con la cumbre del Volcán Yerba Buena a 1760 m s. n. m.

## Carreteras
La ruta nacional más cercana es la Ruta Nacional 38 (Argentina) que transita por la parte norte del cordón atravesando Serrezuela (Argentina).
A la altura de Tuclame comienza un camino de ripio que conecta la mayoría de los poblados que están asentados sobre la sierra. Este camino se bifurca aproximadamente a los 60 km, donde uno de los recorridos parte hacia el Este culminando en San Carlos Minas y la ruta provincial 15. El otro ramal, continua con dirección suroeste interceptando a la ruta provincial 28 a la altura de Las Palmas (Córdoba).
- Datos: Q110101310